# 英雄伝説VII
『英雄伝説VII』（えいゆうでんせつ7、THE LEGEND OF HEROES VII）は、日本ファルコムが制作・発売したコンピュータRPG。
《英雄伝説（英伝）シリーズ》の第7作・同シリーズ第3期〈軌跡シリーズ〉第2作となる作品で、2010年9月30日にPlayStation Portable向けに発売された「英雄伝説 零の軌跡」（ - ゼロノキセキ、THE LEGEND OF HEROES: ZERO NO KISEKI）と、2011年9月29日にPlayStation Portable向けに発売された「英雄伝説 碧の軌跡」（ - アオノキセキ）の2作から構成される。
2010年には、「零の軌跡」がPlayStation Awardsのユーザーズチョイス賞を受賞、また同作が電撃オンラインアワードのゲーム大賞においては同年で一番おもしろかったゲームの第5位に選ばれている。
2011年には日本ゲーム大賞において、「零の軌跡」が年間作品部門で優秀賞を、「碧の軌跡」がフューチャー部門をそれぞれ受賞している。
様々な形でのメディアミックスも行われている（詳細は#メディアミックスを参照）。

## 概要
物語の前編・後編に該当する「英雄伝説 零の軌跡」と「英雄伝説 碧の軌跡」の2作を合わせて《英伝シリーズ》の第7作目と位置づけられており、さらに第6作『空の軌跡』が3作構成となっているため、《英伝シリーズ》通算では9作目と10作目に当たる。
また数作毎に世界設定を一新している《英伝シリーズ》において本作は第3期〈軌跡シリーズ〉の2作目となり、〈軌跡シリーズ〉通算では4作目と5作目の作品となっている。〈軌跡シリーズ〉第1作となる『空の軌跡』からは世界設定だけではなく、基本的なゲームシステムも踏襲されている。
これまでの《英伝シリーズ》は全てパーソナルコンピュータ (PC) をオリジナルプラットフォームとして発売されていたが、本作は両作ともにPlayStation Portable (PSP) 向けに制作・発売され、初のコンシューマ機をオリジナルプラットフォームとした作品となった。

### 歴史
- 2007年6月28日に発売された「英雄伝説 空の軌跡 the 3rd」のエンディングにおいて、「To be continued... The Legend of Heroes VII.」と次作が続編となることが示される。
- 2007年11月14日 - 『英雄伝説7』が開発中であることを発表[15]。
- 2010年4月23日 - 「英雄伝説 零の軌跡」を2010年中にPSP向けに発売することを発表[1]。
- 2010年4月26日 - 5月31日にかけて作中に登場するキャラクターの名前を募集する「零の軌跡に出演!キャンペーン」を開催[16]。
- 2010年6月3日 - PSP用ソフトとして発売される『イースvs.空の軌跡 オルタナティブ・サーガ』に主人公のロイドとエリィが出演することを発表[17]。
- 2010年9月30日 - 「英雄伝説 零の軌跡」が発売。
- 2010年12月21日 - 『英雄伝説VI 空の軌跡』「零の軌跡」の続編を2011年に発売することを発表[18]。
- 2011年3月3日 - 「英雄伝説 零の軌跡」の無料体験版ダウンロード配信。
- 2011年3月24日 - 日本ファルコムのIR情報、及び同日発売の『電撃PlayStation』vol.492において、次作「英雄伝説 碧の軌跡」が2011年9月29日に発売予定であることを発表し、インターネット上で予告映像を公開[6][7]。
- 2011年9月29日 - 前作からちょうど1年を経て、「英雄伝説 碧の軌跡」発売。
- 2011年 - ライセンス提供のもと中国で「英雄伝説 零の軌跡」PC版が発売。
- 2012年2月9日 - PlayStation Vita用ソフトとして「英雄伝説 零の軌跡 Evolution」を制作、2012年夏に発売すると発表。企画・製作を日本ファルコムとキャラアニ、開発をピラミッド、販売を角川ゲームスが担当する[19]。
- 2012年10月18日 - PlayStation Vita版の「零の軌跡 Evolution」が発売。メインストーリーに登場する総勢157名のキャラクターの会話を新規収録でフルボイス化したほか、使用している楽曲をフルアレンジして収録、ムービーシーンの再構成、支援要請の追加、ビジュアルをVitaの画質にあう形に修正、Vitaの機能を使用したミニゲームの追加、などの新要素・改善が施されている[20]。
- 2013年6月14日 - 「英雄伝説 零の軌跡」PC版が発売。中国語PC版をベースに日本語化したものである。ゲームパッドでの操作も可能になっている[21]。
- 2013年7月11日 - 「零の軌跡 Evolution」同様にフルボイス化された「碧の軌跡 Evolution」がPlayStation Vitaで2014年発売予定と発表され[22]、後に、2014年6月12日発売も発表された。
- 2014年6月12日 - 「碧の軌跡 Evolution」が発売。
- 2019年12月18日 - PlayStation 4用ソフト「零の軌跡 : 改」「碧の軌跡 : 改」が発表。
- 2020年4月23日 - PlayStation 4版の「零の軌跡：改」(移植開発：スタジオアートディンク)が発売。2020年夏発売予定の新作『創の軌跡』にロイドらクロスベル編のメンバーが登場するものの、オリジナルであるPSPやPS Vitaは携帯機であったことから、英語版が発売されておらず未プレイのユーザーがいた。また、発売から10年近くたっており既存のユーザーにも再度復習して欲しいといったことからPS4への移植が決定した。
- 2020年5月28日 - PlayStation 4版の「碧の軌跡：改」(移植開発：スタジオアートディンク)が発売。
- 2022年9月28日 - Steamで「零の軌跡 : 改」改が発売。
- 2023年3月15日 - Steamで「碧の軌跡：改」が発売。
- 2023年8月31日 - 「零の軌跡 : 改」「碧の軌跡 : 改」のNintendo Switch版が発売。

## ゲーム内容
導力器（オーブメント）と呼ばれる技術が発達した架空の世界において、エレボニア帝国とカルバード共和国という2つの大国の狭間で両国を宗主国として成立しているクロスベル自治州を舞台とし、クロスベル警察特務支援課の面々を中心とした人物達が、立ちふさがる大きな壁を乗り越えようとする様を描く。

## ゲームシステム
本項目では「零の軌跡」・「碧の軌跡」に固有のシステムを中心として記述する。〈軌跡シリーズ〉全般に共通するシステムについては上記「英雄伝説 軌跡シリーズ#戦闘システム」や「英雄伝説 軌跡シリーズ#戦闘システム」を参照。

### フィールド
前作同様の3D描写のフィールドだが本作では場面毎に視点が固定されており、前作にあった視点の回転機能は廃止されている。下記の移動手段によって移動時間が短縮されている。
移動手段
使用可能となった後であれば原則としていつでも使えるが、ストーリーの進行状況により、使用不可能となる場合もある。
マップ移動
クロスベル市の市内マップを使い、区域を選択すればその区域へと瞬時に移動する。クロスベル市内でのみ利用可能。
乗り物
いずれもバス停または乗り物を調べ、行き先を指定すれば瞬時に移動する。クロスベル市外およびクロスベル市への移動手段であり、市内移動には使用できない。バス以外の乗り物は休憩によるステータス回復も可能。
バス
バス停を調べる事で利用可能。バスはクロスベル市から東西南北それぞれに向かう4系統があり、同系統のバス停へのみ移動が可能となっている。
導力車
移動可能な場所は原則としてバスと一緒。ただしバスとは異なり市内の特務支援課近辺への移動が可能であり、系統による移動先の制限もない。また時限的にバス停・特務支援課以外の特定の場所が移動場所として追加される場合がある。
「零」では一時的に警備隊の軽装甲機動車が使用できるのみだが、「碧」では特務支援課専用車両が使用可能となりほぼ全編に渡り使用可能となっている。また「碧」ではカスタムパーツやペイントカラーによるカスタマイズが可能となっている。
飛空挺メルカバ
基本的な使用方法は乗用車と一緒だが、移動可能なポイントが導力車とは異なる。「碧」の終盤のみで使用可能。

フィールドアクション
フィールド上で行える、敵キャラクターへの攻撃。成功すると後方以外からでは敵を一瞬足止めし、後方からのでは敵を気絶させる。この気絶状態のまま接触し戦闘に突入すれば必ず奇襲攻撃となる。また操作キャラクターのレベルが上がり、敵とのレベル差が大きくなれば、後方以外からの攻撃でも気絶させられるようになり、さらに気絶中に攻撃すればフィールド上で敵を倒してセピスを入手できるようになる。
フィールドアクションを行えるのは隊列の先頭のキャラクターのみで、先頭キャラクターを変更するとアクションが変化する。
ブレイクオブジェクト
「碧」から登場。フィールドに設置されたフィールドアクションで破壊できる障害物で、破壊すると一定の確率でアイテムを入手できる。

### シナリオ構成
クロスベル警察特務支援課の面々が、警察の任務をこなしながら物語が進んでいく。請け負った任務は全て捜査手帳に経過等がまとめられる。任務をこなす事により報酬（お金）とディクティブポイント（DP）が貰え、DPが一定度貯まると捜査官としての階級がアップする。任務には大きくわけて捜査任務と支援要請の2種類がある。
捜査任務
「空の軌跡FC/SC」のメインクエストに相当する、ストーリーを進行するのに必須の任務。
支援要請
「空の軌跡FC/SC」のサブクエストに相当する、原則としてゲームクリアには必須とはならない短い任務。ただし一部の支援要請は捜査任務の一環としてクリアが必須となる場合がある。主に特務支援課の端末確認で請け負うが、住民との会話などにより発生する隠し支援要請も存在する。
このほか推理パートなどもあり、選択肢によってストーリー展開が若干変わるものもある。

### 戦闘
行動順を主軸としたターン制のシステムとなっており、「ATバトルシステム」と名付けられている。「空の軌跡SC」以降に搭載されていたチェインクラフトは廃止されている。
ATボーナス
ボーナスの種類は前作「空の軌跡 the 3rd」から「Item」が廃止され、パーティキャラクター全員で一斉攻撃を行う「TEAM RUSH」が追加された。「DEATH」、「GUARD」、「VANISH」の3つは、通常のフィールドでは出現せず、特定のダンジョン内でのみ出現する。
コンビネーションクラフト
パーティメンバー2人が、CPを100ポイントずつ消費してコンビネーション技を発動させる。一部のコンビネーションクラフトはキャラクター同士の絆を深めることにより、強化することができる。
タクティカルボーナス
ノーダメージで戦闘終了させるなどの特定の条件を満たして戦闘を終了することにより、入手経験値に倍率ボーナスが加算される。
バースト
「碧」からの新システム。各章終盤にのみ登場するバーストゲージを最大まで溜め、パーティメンバーが全員行動可能であれば発動できる（戦闘不能などで行動不能のメンバーがいると発動不可能）。発動後は行動の度にゲージが減少し、ゲージが0になるとバースト状態は解除されるものの、発動中は、
- 味方の連続攻撃
- ステータス異常の解除
- 駆動時間なしでのアーツの発動

といった様々な恩恵を受けられる。
パーティ編成
「零」では最大で6人のキャラクターでパーティが編成されるが、実際に戦闘で操作可能なアタックメンバーは4人であり、残り2人はサポートメンバーとなる。サポートメンバーはプレイヤーが操作することはできないが、サポート時専用のサポートクラフトでランダムに参戦し、戦闘終了時にはアタックメンバーと同じ経験値を得ることができる。アタックメンバーとサポートメンバーの入れ替えはキャンプメニューが開ける状態であればいつでも可能となっている。
「碧」では最大8人のメンバーから4人のアタックメンバーと2人のサポートメンバーの合計6人を選んでパーティ編成を行い、パーティメンバーから外れた残りのキャラクターは待機メンバーとなる。アタックメンバーとサポートメンバーの入れ替えは「零」同様に行えるが、パーティメンバーと待機メンバーの入れ替えは特定の待機場所でのみ可能であり、待機メンバー時は経験値を得ることはできない。

### 戦術オーブメント
〈軌跡シリーズ〉では、導力という神秘のエネルギーを使った戦術オーブメントという機械を使い魔法を発動する。「零」には前作までとの大きな違いはないが、「碧」では中央のスロットがマスタークオーツ専用のマスタースロットへと変更され、システムに大きな変更が加わっている。
マスタースロット
マスタークオーツをセットする専用のスロット。「零」までの中央スロットはキャラクター毎にスロット属性が固定されていたが、マスタースロットでは属性固定はない。なお「零」で中央スロットのみが属性固定であったキャラクターは、「碧」では中央スロットに代わり最長のライン内の一つのスロットが属性固定へと変更されている。
マスタークオーツ
マスタースロット専用の大型クオーツ。装備して戦闘を重ねることによって成長し、ステータス向上効果や属性値が上昇する。最終段階であるLv5まで成長させると、マスターアーツを使用可能となる。
マスターアーツ
マスタークオーツをLv5にすると使用可能となる特殊なアーツ。駆動時間がなくすぐに発動し、パーティ全員に効果がある。次のターン以降は継続か終了の選択となり、継続の場合は新たにEPを消費して追加効果を得られる。
この他、オーブメントのカバーの着せ替えを行うことが可能になり、各キャラクターごとに専用のカバーが用意されている。

### 料理
本作では書物などからレシピを取得する形となり、前作のように該当料理を食べてもレシピの習得はできない。またその場で効果を発揮する大皿料理が廃止され、料理は全てアイテムとしてストックされるようになった。
また成功・失敗の要素が加わり、同じレシピであっても大成功料理・成功料理・予想外料理・失敗料理の4パターンの結果がランダムで発生するようになった。「零」では3段階、「碧」では5段階でキャラクター毎にそれぞれの料理に対する得意度が設定されており、得意な料理であれば大成功の、苦手な料理であれば予想外と失敗の確率が上がる。なお大成功・成功・予想外は各レシピに応じた料理となるが、失敗はレシピに関わらず共通しており、ねこまんまなどのいくつかの失敗料理の中からさらにランダムで結果が判定される。

### 実績
一定の条件を満たすと実績を取得することができる。実績にはそれぞれ固有のポイントがあり、クリア後に現れるエクストラモードではこのポイント消費することによって2周目への引き継ぎなどの様々な特典を解放することができる。
たとえば、ステータス引き継ぎや、ミニゲームなど他にも、色々なものがある。

## ストーリー

### あらすじ

#### 零の軌跡
ゼムリア大陸西部に位置するクロスベル自治州。かつてはエレボニア帝国とカルバード共和国との間で熾烈な領土争いが行われたが、現在は沈静化し、独自の繁栄を謳歌していた。しかし、水面下では未だに両国の紛争が続いており、更に国外から多数の犯罪組織やマフィアが流入して抗争を行っており、治安状態は最悪であった。市民の安全を守る筈の警察組織も不正や汚職に塗れて機能しておらず、自治州の市民は犯罪に怯える日々を送っていた。
そんな中、市民の信用を失ったクロスベル警察に「特務支援課」と呼ばれる新部署が設立され、4人の若者が配属された。

#### 碧の軌跡
クロスベル自治州は、とある狂信的な宗教団が引き起こした事件によって危機を迎えた。マフィアの抗争すら巻き込んだその事件は、謎の薬物「グノーシス」で警備隊が操られたことにより絶望的な状況に陥ったが、警察に設立された「特務支援課」などの活躍で無事解決され、平和を取り戻した。 
教団やマフィアと関係していた帝国派・共和国派議員たちも一掃され、 新たな市長を迎えたクロスベルの未来は明るいかと思われたが、 激動の時代を迎えたゼムリア大陸において、それは一時の安息に過ぎなかった。 
高まりつつある帝国・共和国からの干渉と圧力、 大陸全土を巻き込みかねないような”動乱”の兆し。全ての導火線がクロスベルに集まる中、太古の時代へと遡る真実と、 解き明かされなかった数々の謎の真相が、今、ここに明かされる。 

### 構成
零の軌跡
- 序章 特務支援課
- 第1章 神狼たちの午後
- 第2章 金の太陽、銀の月
- 第3章 クロスベル創立記念祭
- インターミッション キーア
- 第4章 忍び寄る叡智
- 終章 クロスベルの一番長い日

碧の軌跡
- 序章 Dの残影
- 第1章 予兆～新たなる日々
- 第2章 西ゼムリア通商会議
- インターミッション 束の間の休息
- 第3章 胎動～獣たちの謝肉祭
- 第4章 運命のクロスベル
- 断章 偽りの楽土を超えて
- 終章 それでも僕らは。

## 世界設定
人・物・金が集まり「魔都」とも呼ばれる都会クロスベル市を中心とした、クロスベル自治州が本作の舞台となっている。時間軸としては「零」が「空の軌跡 the 3rd」から数カ月後、「碧」がその数カ月後となり、共に七耀暦1204年の出来事となっている。

### クロスベル自治州
本作の舞台。ゼムリア大陸西部に位置する自治州で、「零」の時代より70年前に成立。北のエレボニア帝国と東のカルバード共和国と言う二大国に挟まれており、両国の緩衝地となっている。またマインツ鉱山から豊富な七耀石が採れることから熾烈な領土争いの対象となってきた。しかし七耀暦1202年にリベール王国より提唱された不戦条約が締結されてからは緊張状態も緩和されている。軍隊の保持は認められておらず、治安維持には警察と遊撃士協会が、国境防衛に限っては警備隊が活動している。
クロスベル市
クロスベル自治州の中心都市。大陸有数の貿易都市として成長しており、鉄道や飛行船も発着する中継地点でもある。
近年では再開発も進み、導力ネットワークなど先進的な技術も導入されている。
地下には上下水道や導力ケーブルなどのインフラが整備された「ジオフロント」と呼ばれる広大な空間が張り巡らされている。
しかし、スパイを取り締まる法律が制定されていないため、一歩裏に回れば帝国と共和国の諜報員が暗躍し、国外から流入した犯罪者組織やマフィアが抗争を行っている有様で、他国からは「魔都」と呼ばれている。
導力ネットワーク
導力技術を用いた情報ネットワークで、現実のインターネットとほぼ同じ機能を持つ。リベールのツァイス中央工房とエプスタイン財団が共同で開発を行っていたが、現在はエプスタイン財団とクロスベル中央銀行が開発を主導している。クロスベル市など複数の大都市で試験的に運用が開始されたが、ハッキングなど、インターネットと同様のリスクや欠点が早くも露呈している。　実際は、キーアを《零の至宝》に目覚めさせる巨大な術式の隠れ蓑であった。

アルモリカ村
クロスベル市の北東に位置する農村。養蜂を基幹産業としている穏やかな村で、クロスベル市の喧騒とは無縁な場所となっている。近郊には500年前の古戦場跡があり、奥には砦らしき遺跡が存在する。
鉱山町マインツ
クロスベル市の北西に位置する鉱山町。近年ではクロスベルの主要産業が金融や貿易に移り、また七耀石の産出も採掘技術の発達により他国に押されている。しかし産出量自体は減っておらず、この街で採れる七耀石を買い付けに来る商人も多い。
保養地ミシュラム
クロスベル市の南東、エルム湖の対岸に位置する高級保養地。2年前にIBC（クロスベル国際銀行）が開発に着手し、リゾートホテルや高級アーケード、テーマパーク「ワンダーランド」が一大観光スポットとなっている。マスコットキャラクターは「みっしぃ」。実際は、キーアを覚醒させるための台座であり、前述の巨大な術式によるエネルギーがここに送り込まれるようになっている。
聖ウルスラ医科大学
クロスベル市の南西に位置する医科大学で、病院も併設されている。設立にはレミフェリア公国が協力しており、大陸でも有数の医療技術を誇る。
ベルガード門
エレボニア帝国との国境に築かれた関所で、クロスベル市の西に位置する。眼前には帝国ガレリア要塞がそびえており、不戦条約が締結される以前は常時発射態勢になっている列車砲を突き付けられて極度の緊張に包まれていた。条約が締結されても警備隊が常駐しているが、国境のゲートは小さな鉄柵1つのみであり、帝国に対してはほとんど無防備となっている。新型の軽装甲機動車が配備されている。
タングラム門
カルバード共和国との国境に築かれた関所で、クロスベル市の東に位置する。アルタイル市とは距離が離れているが、ベルガード門と同様に無防備な状態となっており、新型の軽装甲機動車が配備されている。

### 組織
クロスベル警察
主に自治州の都市を担当する治安維持組織。ただし帝国、共和国双方の派閥に属する議員による圧力を受けており、満足に機能していない。そのため市民からの信頼は薄く、治安組織としては遊撃士協会の方が信頼されている状態である。
特務支援課
セルゲイ・ロウが中心となって設立された新部署で、ロイド達が所属する。市民の御用聞きから魔獣退治まで、ありとあらゆる依頼を請け負う。当初は市民の信頼を失った警察の人気取りを行う部署と呼ばれ、警察内では「貧乏クジ」「遊撃士の猿真似」などと酷評された。そのため志願者が一人もおらず、訳アリの新人ばかりがメンバーとして迎えられた。しかし、様々な依頼を誠実に、そして精力的にこなして行く中で徐々に市民や警察内部の信頼を得るようになり、遂にはクロスベルを揺るがす『教団事件』や『碧の大樹事件』を解決する事に尽力する。その為、「閃Ⅲ」のユウナからは憧れの的となっている。
元々はガイの「失敗しても構わないから、若手がやる気を出して働ける場所を作りたい」という想いから産まれた。
内戦後の帝国によるクロスベル占領に伴いクロスベル警察は帝国所属の「クロスベル軍警」へと形を変え、その過程で《特務支援課》も解散状態になる。ロイドは帝国軍の目を掻い潜っての抵抗活動、ランディは帝国の士官学校への強制出向、ティオは出向元での監視下業務など、ルーファス総督の謀略によって各メンバーがバラバラに動かざるを得ない状況に陥っている。
捜査一課
主に国家規模の重大事件の捜査を行う部署。所属する捜査官は一級の能力を持つエリート達で、高い使命感と正義感を持つが、やや堅苦しく柔軟性に欠ける部分がある。

遊撃士協会
民間人の保護と地域の平和を目的とした民間団体。警察とは異なり市民の信頼を得ている。
クロスベル警備隊
自治州の防衛を担当する部隊。法律上軍隊を持つことができないために警備隊を名乗っているが、実質は自治州の軍隊と言ってもいい。主にエレボニア帝国との国境であるベルガード門とカルバード共和国との国境であるタングラム門に駐屯している。
IBC（クロスベル国際銀行）
クロスベル自治州のみならず、大陸全土から集まってくる莫大な資産を管理、運用する巨大銀行。総裁はディーター・クロイス。クロスベル市の一角に巨大な本部ビルを構えており、多くの企業が入っている。
ディーターが市長に就任してからはマリアベル・クロイスが総裁を務める。
元々は《幻の至宝》の継承者であるクロイス家が、失われてしまった《幻の至宝》を再現する手段を模索・実行するのに必要な資金を集める為に銀行家を始めたのが前身であることが「碧」で明らかとなる。
その資本力は大陸全土の金融業界を混乱に陥れるほど多大なもので、クロスベル独立時にはこのカードも用いて帝国共和国両国との交渉を行った。
アルカンシェル
クロスベルが誇る劇団で、圧倒的なパフォーマンスで国内外に多くのファンが存在する。
ルバーチェ商会
クロスベルの闇を象徴するマフィア組織。クロスベル自治州の成立と同時期に誕生しており、マルコーニは5代目の会長になる。商会の名称通り、誕生初期は武器の密輸やミラ・ロンダリングなどを行っていたが、帝国と共和国の対立の中で急速に武装化が進み、薬物と人身売買以外の非合法商品や猟兵団の斡旋なども行うようになる。マルコーニが会長になってからは帝国派のハルトマンと親密な関係になり、毎年、創立記念祭の時にミシュラムにあるハルトマンの邸宅で《黒の競売会（シュバルツ・オークション）》と呼ばれる裏の社交界が開催されるようになる。しかし、共和国からやってきた《黒月》との抗争に苦戦し、更にロイド達に《黒の競売会》を潰されてハルトマンの不興を買ったことで組織の屋台骨にヒビが入る。その後、劣勢を挽回するために「グノーシス」を《D∴G教団》から入手して構成員に投与するが、「グノーシス」の影響で構成員が暴走して身勝手な行動を行うようになり、更に《教団》の復活を狙ったヨアヒムに組織を乗っ取られてしまう。最終的にマルコーニとガルシア以外の構成員は魔人に成り果てた末にロイド達に倒され、マルコーニ、ガルシアらも捕縛された。しかもヨアヒム絡みの事件によって議員たちからも完全に見限られてしまった。構成員と後ろ盾を失ったことで組織は完全に崩壊した。
黒月（ヘイユエ）
カルバード共和国の東方人街に一大勢力を有する犯罪組織。組織の規模はルバーチェよりも遥かに巨大である。クロスベルの裏社会を奪い取るためにツァオを派遣した。クロスベルでは表向きには「黒月貿易公司」として貿易業を営んでいる。
D∴G教団（ディージーきょうだん）
女神の存在を否定している、狂気の教団。「D∴G」の読みは「ディージー」。悪魔を信仰しているとされるが、「女神を否定する」ということからきたものであり、実際は都合がいいので形式的にそうしているようである。「平等」を唱えており、幹部司祭であっても位階そのものはさして高くない模様。名称の「D」は《虚なる神(デミウルゴス)》、「∴」は「～ゆえに」を意味し、「G」は「真なる叡智＝グノーシス」を意味する。セルゲイ曰く、「ここ数十年間で最悪の事件を起こした最低の奴等」。各国から多数の子供を誘拐して「儀式」と称した非道な人体実験を行っており、「グノーシス」は実験で使用された薬品の総称である。あまりにも凶悪な存在のために、各国の警察と軍隊、遊撃士協会が共同戦線を張って殲滅作戦を行い、更にそれらとはまた別の方向から《結社》や《星杯騎士団》までも《教団》の壊滅を行ったほどである。作戦によって本体は崩壊したものの、《教団》そのものは完全に滅亡するまでには至っていない。
一部の幹部が「楽園」と呼ばれる拠点を勝手に創り上げ、議員などの権力者たちに対して拉致した子供たちを弄ばせる場として提供していた。尚、その「楽園」は《結社》が派遣した執行者の手によって壊滅させられ、後の《殲滅天使》はそこの被検体であった事が判明する。
その正体は、クロイス家が《零の至宝》を奪還するために産み出した傀儡組織であった。
《D∴G教団》殲滅作戦
七耀暦1198年頃に実行された作戦。ゼムリア大陸各地に点在する《D∴G教団》の拠点を一斉に襲撃して《教団》の殲滅を狙った作戦で、各国の警察及び軍隊と遊撃士協会が共同戦線を張り、カシウス・ブライトが総指揮を行った。各拠点での戦闘は熾烈を極め、捕縛された《教団》信者の大半が自決し、更に「儀式」の犠牲となった子供達の無残な遺体が大量に発見されるなど、地獄絵図そのものの光景が繰り広げられた。この作戦で《教団》本体は壊滅したが、大陸各地に残党が潜んで復活の時を待ち受けている。
『黎の軌跡』において壊滅した《D∴G教団》が接ぎ木の形で存続していたことが判明する

ローゼンベルク工房
高名な人形師が工房長を務める人形工房。製作される人形は一体数万ミラの価値が付けられるほどである。人形だけでなく、アルカンシェルの舞台装置の制作も行っており、卓越した技術を有している。実は《身喰らう蛇》の《十三工房》の出先機関。

## 登場人物
- 人名からのリンクは英雄伝説 軌跡シリーズの登場人物内の該当記述へのリンクとなっている。
- プレイヤーキャラクターについては、冒頭に装備可能な武器種と、オーブメントの情報を記載。オーブメント情報については「スロットの属性 / ライン長1-ライン長2…」の形で記載し、中央スロット以外で属性を持つスロットがある場合はそのスロットが所属するライン長に「*」、「零」では固定されておらず「碧」から属性固定となった場合は(*)を付与する。なお中央スロットは「零」では「なし」の場合を除き必ず属性固定スロットだが、「碧」ではマスタースロットとなり属性固定はなくなっている。
  - 例：エリィの「オーブメント：風 / 6*-2」は、属性固定スロットの属性が「風」で、長さ6と2の2つのラインがあり、このうち長さ6のラインには中央スロット以外に「風」属性固定スロットが含まれることを示す。

### 特務支援課
「零」「碧」両作共に原則としては以下のメインメンバー4人を操作してゲームを進め、一時的なものを除きこの4人がプレイヤーキャラクターから外れることはない。また「碧」ではこの4人を待機メンバーにすることもできない。
ノエル、ワジは「零」ではスポット参戦して、「碧」ではパーティーキャラクターとして参戦する。

#### メインメンバー
ロイド・バニングス
声 - 柿原徹也
武器：トンファー、オーブメント：なし / 4-4
本作の主人公。特務支援課メンバーの中で唯一捜査官の資格を持つため、暫定的にリーダーとされる。
早くに両親を亡くしクロスベルで兄のガイとの2人暮らしをしていたが、優秀な捜査官だったガイが5年前に殉職し、親戚を頼ってクロスベルを離れる。そして資格年齢の18となったのを機に、兄の背中を追って捜査官となり、クロスベルへと戻ってきた。
「零」の後の支援課一時解散時は、捜査一課で研修を積んでいた。
エリィ・マクダエル
声：遠藤綾
武器：導力銃、オーブメント：風 / 6*-2
本作のヒロイン。「零」の時点でのクロスベル市長であるヘンリー・マクダエルの孫娘。元々政治家を志望していたが、留学を終えて帰郷した後、とある理由で警察官を志す事になった。留学の際に学んだ政治に関する知識や国際情勢の知識は豊富。
交渉術や豊富な知識を使ってメンバーの力となる特務支援課の参謀役。また市長の孫娘ということもあり、多方面の権力者と面識がある。
「零」の後の支援課一時解散時には、自治州議長となった祖父の手助けをする為、警察を休職した。
ティオ・プラトー
声 - 水橋かおり
武器：魔導杖、オーブメント：水 / 7*
新型の魔導器「魔導杖（オーパルスタッフ）」の実戦テストの為、エプスタイン財団から出向してきた少女。
《D∴G教団》による人体実験の生存者で、この実験によって常人を遥かに上回る感応力を持つ。ロイドの兄ガイによって救出されレミフェリア公国の実家へと帰るが、実験で得た力によって周囲との軋轢が生じて家出。ガイを頼ってクロスベルを訪れるが既にガイは殉職しており、途方に暮れていたところをエプスタイン財団の者と知り合い感応力を見込まれてスカウトされた。その後自らの意思で特務支援課へと出向。
「零」の後の支援課一時解散時は、財団本部に戻っていた。
ランディ・オルランド
声 - 三木眞一郎
武器：スタンハルバード、: オーブメント：火 / 4(*)-3-2
元警備隊員の青年。
警備隊をクビになり掛けた所を警備隊副指令のソーニャが特務支援課課長セルゲイに紹介し、特務支援課に配属された。当初は女性関係のトラブルが原因とされていたが、クビの本当の理由は指令の命令に従わずにライフルの使用を拒んだため。
本名は「ランドルフ・オルランド」。大陸西部最強の猟兵団の一つ、《赤い星座》の団長の息子で、《闘神の息子》として子供の頃から大部隊を率いて先陣を切っていた。
「零」の後の支援課一時解散時には警備隊に一時戻り、前作の事件で薬物投与された隊員達のリハビリに協力した。

#### 準メンバー
ノエル・シーカー
声：浅野真澄
武器：サブマシンガン、オーブメント：地 / 4(*)-2-2-2
クロスベル警備隊のホープと言われる女性で、18歳という若年で曹長を務める。特務支援課のオペレーターを務めるフランの実姉。
「零」では特務支援が警備隊と共同作業を行う際に行動を共にする。「碧」では将来への経験を積むため、警備隊より出向で特務支援課に所属する。
武器のサブマシンガンは通常攻撃で範囲攻撃を行うことができる。
ワジ・ヘミスフィア
声：皆川純子
武器：手甲、オーブメント：空 / 6*-2
旧市街で知性派を気取る不良チーム「テスタメンツ」のリーダー。テスタメンツが襲撃された事件を特務支援課が解決して以降、時折特務支援課に協力する。「碧」では特務支援課が補強を行うことを聞きつけてディーター新市長の推薦を取り付け、臨時の準メンバーとして特務支援課に所属する。

#### その他メンバー
セルゲイ・ロウ
声：石塚運昇（Evo、改）
特務支援課の課長で、ロイド達の上司。38歳。
優秀な捜査官だが、アクが強すぎるので上層部から煙たがられており、左遷同然に特務支援課の課長職に就かされた。
キーア
声：釘宮理恵
ルバーチェ商会が主催した闇オークション「黒の競売会」において、鞄に閉じ込められ商品として出品されそうになっていた記憶喪失の少女。出品前にロイド達に保護され、その後ともに特務支援課で生活する。
《D∴G教団》によると施設で500年以上眠り続けていた御子。
「零」ではサポートキャラとして一時参戦する。
ツァイト
声：滝下毅（零、碧、零Evo、零：改）、平川大輔（ドラマCD）、龍谷修武（碧Evo、碧：改）
クロスベルの伝説で《神狼》として伝えられる巨大な狼。各地で起こった謎の生物による襲撃事件をきっかけにロイドたちの協力者となり、警察犬という名目で特務支援課に住み着く。
「零」第2章からティオのクラフトやキーアのサポートスキルで、サポートキャラとして呼び出すことが可能となる。ただし、一部の状況では使用不可能で攻撃タイミングはランダム。また「碧」ではスポット参戦する。

### パーティキャラクター
特務支援課以外のパーティキャラクター。ただし、スポット参戦のみのキャラクターは除く。

#### 「零」のみ
エステル・ブライト
声：神田朱未
武器：棒術具、オーブメント：なし / 4-4
前作『空の軌跡』の主人公で、リベール王国出身の遊撃士。
レンを探して訪れたクロスベルで、レン捜索の傍ら遊撃士としての業務をこなす。
最終章の終盤でヨシュアと共にプレイヤーキャラクターとなる。他のゲストメンバーとは異なり、ヨシュアとのコンビクラフトを持つ。
本作の前日譚にあたる漫画『プレストーリー -審判の指環-』ではエステル達がクロスベルへ訪れる経緯が描かれている。
ヨシュア・ブライト
声：斎賀みつき
武器：双剣、オーブメント：時 / 5*-3
『空の軌跡』の主役の1人。エステルとは義理の姉弟、恋人、そして遊撃士としてのパートナーという関係にあり共にクロスベルを訪れる。
元《身喰らう蛇》の《執行者》であり、レンが《執行者》となるきっかけの発言をした人物でもある。

#### 「碧」のみ
いずれのキャラクターも「零」ではスポット参戦している。
リーシャ・マオ（銀）
声：佐藤利奈
武器：大剣、オーブメント：幻 / 5(*)-2-2
劇団アルカンシェルの新人団員。イリアに才能を見出され、無理矢理入団させられ、いきなり準主役でデビューを果たす。
その正体はカルバード共和国の東方人街で伝説とも言われる暗殺者であり、黒月に雇われ暗躍している。
アレックス・ダドリー
声：中井和哉
武器：大型導力銃、オーブメント：時 / 5(*)-3
クロスベル警察捜査一課のエース捜査官。当初は特務支援課を馬鹿にした態度を取るが、徐々にその実力を認め、「碧」の直前の時期には捜査一課でのロイドの研修を受け持っている。

### 警察・警備隊・遊撃士
アリオス・マクレイン
声：森川智之
遊撃士協会クロスベル支部に所属するA級遊撃士。協会本部からはS級への昇格を打診されているが断り続けている。 「八葉一刀流」免許皆伝の腕前で、剣の腕だけであれば《剣聖》と呼ばれるカシウス・ブライトをも凌ぐ。
特務支援課にとってライバルとなるクロスベル遊撃士協会のエースであり、市民からは絶大な支持を受けて《風の剣聖》と呼ばれている。
かつては警察官で、セルゲイの下でロイドの兄ガイとコンビを組んでいた。
事故で失明した娘シズクが、聖ウルスラ医科大学に入院している。
ガイ・バニングス
声 - 小西克幸（Evo、改）
ロイドの兄であり、セシルの婚約者。「零」の3年前に殉職した捜査一課の捜査官。
フラン・シーカー
声：有島モユ
警察本部のオペレーターでノエルの妹。17歳。
特務支援課のバックアップも担当しており、各種連絡や報告書の処理などを行う。
ソーニャ・ベルツ
声：進藤尚美（Evo、改）
警備隊副司令の女性で階級は二佐。タングラム門の責任者。36歳。
ミレイユ
声：中原麻衣（Evo、改）
警備隊准尉の女性。ベルガード門に勤務している。22歳。
ランディのかつての同僚で、彼が警備隊に所属していたときは曹長だった。「零」では司令が事あるごとに外出して不在のため、彼女がベルガード門の事実上の責任者となっている。

### マフィア・教団
マルコーニ
声：川津泰彦 （Evo、改）
クロスベルで裏社会の覇権を持つマフィア組織「ルバーチェ商会」の5代目会長。
帝国系移民の出身で、8年前に《西風の旅団》を雇って先代の会長を追い落とし、現在の地位に付いた。帝国寄りの姿勢だが、共和国にもコネクションを持つしたたかさを持つ。
ガルシア・ロッシ
声：江川央生
「ルバーチェ商会」の若頭で、マルコーニの側近。元は猟兵団《西風の旅団》の部隊長で「キリングベア」の異名を持ち、同団からマルコーニに引き抜かれて、商会に所属した。かねてからヨアヒムを疑い、《グノーシス》の使用には反対していたが、ヨアヒムによって注射で直接投与されてしまう。
ツァオ・リー
声：平川大輔（Evo、改）
カルバード共和国の犯罪組織「黒月（ヘイユエ）」の幹部で、「黒月貿易公司」のクロスベル支社長。
クロスベルの裏社会の覇権を「ルバーチェ商会」から奪う為に派遣されてきた。目的の為には手段を選ばず、時にはロイド達を利用する事もある。頭脳派ではあるが、武術も非常に優れている。
ヨアヒム・ギュンター
声：金子英彦
レミフェリア出身の聖ウルスラ医科大学准教授。薬学に詳しく優秀なのだが、仕事をリットンに押し付けては何処かへ行ってしまう。
その実は、空の女神《エイドス》の存在を否定する《D∴G教団》の幹部司祭で《グノーシス》を開発した本作の黒幕。《グノーシス》を服用し続けた影響で本来は灰色の髪が水色になっている。

### 結社《身喰らう蛇》
アリアンロード
声 - 久川綾
《鋼の聖女》もしくは《鋼》の異名を持つ《蛇の使徒》の第七柱。「碧」で登場。
F（エフ）・ノバルティス
声：真殿光昭（Evo、改）
《蛇の使徒》の第六柱。《身喰らう蛇》の研究機関「十三工房」の長。「碧」で登場。
カンパネルラ
声：伊藤かな恵
執行者No.0《道化師》。「碧」で登場
ヨルグ・ローゼンベルク
声：徳山靖彦（Evo、改）
十三工房の1つ、ローゼンベルク工房の工房長。75歳。

### その他
セシル・ノイエス
声：大原さやか（Evo、改）
ロイドの兄ガイの婚約者で、姉代わりの存在の女性。23歳。
聖ウルスラ医科大学の看護師。
ヴァルド・ヴァレス
声：滝下毅、龍谷修武（碧Evo、碧：改）
旧市街を根城にする武闘派の不良チーム「サーベルバイパー」のリーダー。20歳。
ディーター・クロイス
声：竹本英史（Evo、改）
IBCグループ総裁で、世界一の資産家。45歳。
マリアベル・クロイス
声：田中理恵
ディーターの娘で、IBCグループの運営に携わる才女。19歳。
イアン・グリムウッド
声：藤本たかひろ（Evo、改）
クロスベル市の西通りで「グリムウッド法律事務所」を営んでいる弁護士。孤児であるピートの後見人となっており、彼を助手にしている。
気さくで人当たりがよく「熊ヒゲ先生」の愛称で親しまれている。

#### 空の軌跡に登場したキャラクター
レン
声：西原久美子（Evo、改）
結社《身喰らう蛇》の《執行者》No.XVで、《殲滅天使》の異名を持つ。『空の軌跡』以降結社には戻っておらず、結社関係者である人形師ヨルグを頼りクロスベルを訪れる。
レクター・アランドール
声：森田成一（Evo、改）
エレボニア帝国軍情報局員。
遊び人風の観光客を装い《黒の競売会》に合わせてクロスベル入りする。
キリカ・ロウラン
声：米本千珠（Evo、改）
カルバード共和国大統領直属の情報機関《ロックスミス機関》室長。
《黒の競売会》に合わせてクロスベル入りする。
クローディア・フォン・アウスレーゼ
声：皆口裕子（Evo、改）
リベール王国アリシアII世女王の孫で、「SC」において王太女となった次期女王。「碧」で登場。
ユリア・シュバルツ
声：小松由佳（Evo、改）
リベール王国王室親衛隊の女中隊長で階級は准佐。レイピアを用いた剣技を得意とする。アルセイユの艦長とクローディアの護衛を兼任しており、彼女と共にクロスベルにやってくる。「碧」で登場。
オリヴァルト・ライゼ・アルノール（オリビエ・レンハイム）
声：子安武人（Evo、改）
エレボニア帝国の皇子。ただし庶子のため皇位継承権からは離れている。「碧」で登場。
オズボーンと共に「西ゼムリア通商会議」に出席するためにクロスベルを訪れる。
ミュラー・ヴァンダール
声：磯部弘（Evo、改）
エレボニア帝国における武の名門・ヴァンダール家の出身。帝国軍第七機甲師団に所属する軍人で階級は少佐。オリヴァルト皇子の護衛のためにクロスベルに来訪。皇子がオリビエとして奔放な性格を発揮して市中を散策しているのを連れ戻すため、黒い上下のスーツにサングラスをかけた「音楽家のマネージャー」として特務支援課に捜索（捕獲）を依頼をしてくる。
「碧」で登場。
ケビン・グラハム
声：中尾良平（Evo、改）
七耀教会の巡回神父であり、星杯騎士団の騎士。12人しかいない守護騎士の第五位で《千の護手》の異名を持つ。
「碧」で登場。
リース・アルジェント
声：桑島法子（Evo、改）
七耀教会のシスターであり、星杯騎士団の従騎士。
「碧」で登場。

## 主題歌
- 表中では以下の略称を用いる。 オープニング：OP / エンディング：ED / コーラス：Ch

| ゲームタイトル     | OP/ED | 曲名                          | 歌                        | 作詞       | 作曲                  | 編曲       |
| ------------------ | ----- | ----------------------------- | ------------------------- | ---------- | --------------------- | ---------- |
| 零の軌跡           | OP    | way of life                   | 小寺可南子                | 一二三恭   | Falcom Sound Team jdk | 神藤由東大 |
| 碧の軌跡           | OP    | 碧い軌跡 Aoi Kiseki           | 小寺可南子                | 一二三恭   | Falcom Sound Team jdk | 神藤由東大 |
| 零の軌跡 Evolution | OP    | way of life                   | 小寺可南子                | 一二三恭   | Falcom Sound Team jdk | 佐藤亘     |
| 零の軌跡 Evolution | ED    | セルリアンブルーの恋          | 小寺可南子                | 一二三恭   | Falcom Sound Team jdk | 神藤由東大 |
| 碧の軌跡 Evolution | OP    | 碧き願い                      | 佐坂めぐみ Ch：小寺可南子 | 小寺可南子 | Falcom Sound Team jdk | 岡島俊治   |
| 碧の軌跡 Evolution | ED    | I pray for you –アオイキセキ- | 吉田このみ                | 一二三恭   | Falcom Sound Team jdk | 神藤由東大 |

## 開発

### 零の軌跡
メインテーマは「壁を乗り超える」であり、このテーマは続編の「碧」にも引き継がれている。
前年にファルコムが発売した『イースSEVEN』でイラストを担当したエナミカツミがキャラクターイラストを担当。ただしエナミはファルコム社内で起こされたデザインを元にイラストを描いており、デザイン自体は行っていない。

### 碧の軌跡
2011年はファルコムの創業から31年目に当たり、本作は創立30周年記念作品とされている。メインテーマとしては「零」から引き継いだ「壁を乗り超える」に、「碧」からのテーマとして「同じ時代を生きていく」が加わっている。
作品タイトルについては、『空の軌跡』と同様の形式で「第2章」を意味する「SC (Second Chapter) 」を用いた「零の軌跡 SC (Second Chapter) 」とする案もあったが、「2」や「SC」では伝えられないイメージをこめ、「零の軌跡」に青色のイメージがあったことや新しいテーマとしている「無限の可能性」などを踏まえ、「単純な青ではなく青色の持つ深みや広がり」などが加味された「碧（みどり）と書いてアオ」と読むタイトルに決定された。
「零」でキャラクターイラストを担当したエナミは、スケジュールの都合で作中で使われるキャラクターイラストを降板し、パッケージイラストなどの単体イラスト限定で関わる形となった。
本作ではゲームソフトだけの通常版と2009年より限定版として続けられているドラマCD同梱版に加え、ねんどろいどが2体付属した完全予約限定版も発売された。

## メディアミックス

### 音楽ソフト
「碧い軌跡」は iTunes Store でのダウンロード販売のみ。その他はすべてCD。
| タイトル                                               | 品番       | リリース日     | 備考                                                                           | 出典          |
| ------------------------------------------------------ | ---------- | -------------- | ------------------------------------------------------------------------------ | ------------- |
| 英雄伝説 零の軌跡 オリジナルサウンドトラックミニ       |            | 2010年9月30日  | 「零」予約特典。店舗により収録曲の異なる5エディション。                        | [ 34 ] [ 35 ] |
| 英雄伝説 零の軌跡 オリジナルサウンドトラック           | NW10102870 | 2010年12月16日 | 3枚組。                                                                        | [ 36 ]        |
| 英雄伝説 零の軌跡 スーパーアレンジバージョン           | NW10102880 | 2011年2月18日  |                                                                                | [ 37 ]        |
| 英雄伝説 零の軌跡 Evolution オリジナルサウンドトラック | NW10103190 | 2012年11月30日 | 3枚組。                                                                        | [ 38 ]        |
| 碧い軌跡（アオイキセキ）                               |            | 2011年7月25日  | 先行ダウンロードシングル                                                       | [ 39 ]        |
| 英雄伝説 碧の軌跡 サントラミニ                         |            | 2011年9月29日  | 「碧」店舗特典。ジャケットは店舗により4種類。                                  | [ 40 ]        |
| 英雄伝説 碧の軌跡 オリジナルサウンドトラック           | NW10102680 | 2011年12月10日 |                                                                                | [ 41 ]        |
| 英雄伝説 碧の軌跡 Evolution サウンドトラック           |            | 2014年6月12日  | 「碧Evo」キャラアニ限定版に同梱。全10曲。すべてOSTに収録されているものと同じ。 |               |
| 英雄伝説 碧の軌跡 Evolution オリジナルサウンドトラック | NW10103300 | 2014年8月20日  | 3枚組。                                                                        | [ 42 ]        |

### ドラマCD
同梱特典を除き発売はいずれもキャラアニより。またキャラアニの直販限定で、2本をセットにしたパッケージも販売されている。
英雄伝説 零の軌跡 プレストーリー -審判の指環-
2010年12月18日発売
下記同名漫画のドラマCD化。直販限定セットは『英雄伝説 空の軌跡 オリビエ物語 〜未完成の叙事詩〜』とのセット。
英雄伝説 零の軌跡 光と影の棲む街
2010年9月30日発売の「零」限定ドラマCD同梱版に付属。
「零」の序章をドラマCD化。
英雄伝説 碧の軌跡 未来へ続く道
2011年9月29日発売の「碧」ドラマCD同梱版及び完全予約限定版に付属。
「零」と「碧」の間の出来事を描いたオリジナルシナリオ。
支援課VSヴァン・ジョー 碧の喜劇
2011年9月29日発売の「碧」のキャラアニ限定予約特典。
日本ファルコム作品に多く関わっている声優銀河万丈をギャグキャラクターとした、オリジナルシナリオでのパロディ作品。
零の軌跡 第一章 〜神狼たちの午後〜
2011年12月14日発売
零の軌跡 レン物語 〜陽光のぬくもりに抱かれて〜
2011年12月14日発売
零の軌跡 第二章 〜金の太陽、銀の月〜
2012年9月26日発売
零の軌跡 第三章 〜クロスベル創立記念祭〜
2012年9月26日発売
英雄伝説 零の軌跡 Evolution みにどらまざんまい
2012年10月18日発売の『英雄伝説 零の軌跡 Evolution キャラアニ限定BOX』に付属。
零の軌跡 第四章 〜忍び寄る叡智〜
2013年3月27日発売
零の軌跡 終章 〜クロスベルの一番長い日〜
2013年3月27日発売
英雄伝説 碧の軌跡 Evolution みにみにどらまざんまい
2014年6月12日発売の『英雄伝説 碧の軌跡 Evolution 限定版』に付属。
英雄伝説 碧の軌跡 Evolution みにどらまざんまいII
2014年6月12日発売の『英雄伝説 碧の軌跡 Evolution キャラアニ限定BOX』に付属。

### 漫画
いずれも原作は日本ファルコムで、『電撃マオウ』（アスキー・メディアワークス）にて連載、単行本はアスキー・メディアワークス〈Dengeki Comics EX〉より発行されている。
英雄伝説 零の軌跡 プレストーリー -審判の指環-（- プレストーリー しんぱんのゆびわ）
エステルを主人公とした本作の前日譚にあたるサイドストーリーで、2010年7月号から10月号まで連載。作者は前作の漫画化作品を手がけている啄木鳥しんき。
英雄伝説 零の軌跡
「零」の漫画化作品。2010年12月号より2012年3月号まで連載。作画は島草あろう。

### 小説
英雄伝説 零の軌跡 四つの運命
電子書籍の『月刊FALCOM MAGAZINE』（フィールドワイ）で1号より連載。 〈軌跡シリーズ〉のドラマCDで多くのシナリオを担当している田沢大典が執筆。挿絵は松竜が担当。
英雄伝説 零の軌跡
市川丈夫によるノベライズ版は富士見書房より刊行。全3巻。表紙イラストはエナミカツミ、本文イラストはかしわが担当。
英雄伝説 零の軌跡 午後の紅茶にお砂糖を
『月刊FALCOM MAGAZINE』に連載された、むらさきゆきやによる「零の軌跡」の外伝短編小説集（全5編）。挿絵は窪茶が担当。
英雄伝説 碧の軌跡 いつか貴方とお茶会を
上記書同様に『月刊FALCOM MAGAZINE』にむらさきゆきやによる外伝短編小説集（書き下ろし1編を含む全5編）。挿絵は窪茶が担当。
英雄伝説　碧の軌跡　ショートストーリーズ
田沢大典による「碧の軌跡」の外伝短編小説集（全4編）。挿絵はがおうが担当。

### インターネットラジオ
2011年10月7日より、インターネットラジオ番組『ティオのファルコムラジオめんどくさいです…でもがんばります』が配信されている。本作に限定せずにファルコム全般を扱う番組ではあるが、本作でティオを演じてる水橋かおりと主題歌を歌っている小寺可南子がパーソナリティを務めている。

## 書誌情報
攻略本・資料集
- 『英雄伝説 零の軌跡 ザ・コンプリートガイド+設定資料集』アスキー・メディアワークス、2010年10月30日初版発行、ISBN 978-4-04-870157-0、A5判
- 『英雄伝説 零の軌跡 スペシャルコレクションブック』新紀元社、2011年8月20日初版発行、ISBN 978-4775309377
- 『英雄伝説 碧の軌跡 ザ・コンプリートガイド』アスキー・メディアワークス、2011年10月28日初版発行、ISBN 978-4-04-870762-6、A5判
- 『英雄伝説 零の軌跡&碧の軌跡 公式設定資料集 クロスベルアーカイブ』アスキー・メディアワークス、2012年4月27日初版発行、ISBN 978-4048707633
- 『英雄伝説 碧の軌跡 スペシャルコレクションブック』新紀元社、2014年8月2日初版発行、ISBN 978-4775311776
- 『英雄伝説 零の軌跡 シナリオブック』新紀元社、2014年7月26日初版発行、ISBN 978-4775312735
- 『英雄伝説 碧の軌跡 シナリオブック』新紀元社、2015年3月22日初版発行、ISBN 978-4-7753-1317-6

漫画
- 啄木鳥しんき、原作：日本ファルコム『英雄伝説 零の軌跡 プレストーリー -審判の指環-』アスキー・メディアワークス〈Dengeki COmics EX〉2010年12月18日初版発行、ISBN 978-4-04-870203-4、A5判
- 島草あろう、原作：日本ファルコム『英雄伝説 零の軌跡』アスキー・メディアワークス〈Dengeki COmics EX〉、A5判
  1. 2011年9月27日初版発行、ISBN 978-4-04-870847-0
  2. 2012年4月27日初版発行、ISBN 978-4-04-886465-7

小説
- 田沢大典、原作：日本ファルコム『英雄伝説 零の軌跡 四つの運命』フィールドワイ〈ファルコムBOOKS〉、2012年1月18日初版発行、ISBN 978-4896102154
- 市川丈夫、原作：日本ファルコム『英雄伝説 零の軌跡』富士見書房〈富士見DRAGON BOOK〉
  1. 金の太陽、銀の月 2012年8月18日初版発行、ISBN 978-4829146873
  2. 競売会の少女 2012年12月20日初版発行、ISBN 978-4829147030
  3. クロスベルの一番長い日 2013年3月20日初版発行、ISBN 978-4829147177
- むらさきゆきや、原作：日本ファルコム『英雄伝説 零の軌跡 午後の紅茶にお砂糖を』フィールドワイ〈ファルコムBOOKS〉、2012年12月8日初版発行、ISBN 978-4896102550
- むらさきゆきや、原作：日本ファルコム『英雄伝説 碧の軌跡 いつか貴方とお茶会を』フィールドワイ〈ファルコムBOOKS〉、2014年6月24日初版発行、ISBN 978-4896108217
- 著者：田沢大典、イラスト：がおう（Ga-show）、原作：日本ファルコム『英雄伝説 碧の軌跡 ショートストーリーズ』フィールドワイ〈ファルコムBOOKS〉、2015年4月20日初版発行、ISBN 978-4-89610-849-1

### 書籍・雑誌
- 『日本ファルコム30周年公式記念本 Falcom Chronicle』アスキー・メディアワークス、2011年11月8日初版発行、ISBN 978-4-04-870774-9
- 「緊急速報!! 『英雄伝説』シリーズ最新作がいよいよ始動!!」『電撃PlayStation』Vol.471（16巻16号通巻520号）アスキー・メディアワークス、2010年4月30日発行・発売、39頁
- 「新着ゲーム通信」 『週刊ファミ通』2010年6月10日号（第25巻第23号、通巻1121号） エンターブレイン、2010年5月27日発売、220頁
- 「巻頭特集 英雄伝説 碧の軌跡」『電撃PlayStation』vol.492（第17巻第11号通巻553号）アスキーメディアワークス、2011年3月24日発行・発売、20 - 27頁

### Web
- 日本ファルコム『日本ファルコム株式会社IR情報』
  - “「空の軌跡」に続くシリーズ最新作が遂にその姿を現す!『英雄伝説 零の軌跡』2010年9月30日発売決定!!” (PDF) (2010年7月2日). 2010年7月3日閲覧。
  - “2007年9月期決算補足説明資料” (PDF). pp. 3 (2007年11月14日). 2010年5月30日閲覧。
  - “「空の軌跡」続編となる超大作ストーリーRPG、遂に登場! 『英雄伝説 零の軌跡』 2010年、プレイステーション・ポータブルにて発売!!” (PDF) (2010年4月23日). 2010年5月30日閲覧。
  - “メルマガに登録して『零の軌跡』にアナタが出演!! 『 英雄伝説 零の軌跡 出演権GETキャンペーン 』 2010年4月26日より開催!” (PDF) (2010年4月26日). 2010年5月30日閲覧。
  - “『空の軌跡』『零の軌跡』に続く大型ストーリーRPG「軌跡シリーズ」最新作2011年発売決定!” (PDF) (2010年12月21日). 2011年3月28日閲覧。
  - “「軌跡」シリーズ最大のクライマックスへ! 『英雄伝説 碧の軌跡（アオノキセキ）』 2011年9月29日（木）発売決定!! 〜ねんどろいどぷち2体セットの完全予約限定版も5月末まで予約〜” (PDF) (2011年3月24日). 2011年3月28日閲覧。
  - “主題歌フルバージョンを含む全75曲収録の大ボリューム! 『英雄伝説 零の軌跡 オリジナルサウンドトラック』 2010年12月16日（木）発売決定!” (PDF) (2011年11月2日). 2011年11月13日閲覧。
  - “大人気RPG軌跡シリーズの最新アルバムが登場! 『英雄伝説 零の軌跡 スーパーアレンジバージョン』 2011年2月18日（金）発売!” (PDF) (2011年1月14日). 2011年11月13日閲覧。
  - “軌跡シリーズ最新作「英雄伝説 碧の軌跡」より主題歌『碧い軌跡（アオイキセキ）』 7月25日（月）、iTunes® Store で先行配信!” (PDF) (2011年7月15日). 2011年11月13日閲覧。
  - “主題歌フルバージョンを含む全楽曲を完全収録! 『英雄伝説 碧の軌跡 オリジナルサウンドトラック』 2011年12月10日（土）発売決定!” (PDF) (2011年10月28日). 2011年11月13日閲覧。
- Aetas『4Gamer.net』
  - “感動は，まだ終わらない。日本ファルコムが贈る「空の軌跡」の正統なる続編「英雄伝説 零の軌跡」，PSPにて2010年発売” (2010年4月23日). 2010年5月30日閲覧。
  - “「英雄伝説 零の軌跡」に，自分が名付けたキャラクターが登場する権利が当たるかも? 「出演権GETキャンペーン」が本日よりスタート” (2010年4月26日). 2010年5月30日閲覧。
  - “シリーズ最新作「英雄伝説 碧の軌跡（アオノキセキ）」がPSPで2011年9月29日に発売。完全予約限定版には“ねんどろいどぷち”2体セットが同梱” (2010年3月24日). 2011年3月28日閲覧。
- アスキー・メディアワークス『電撃オンライン』
  - “『空の軌跡』の続編『英雄伝説 零の軌跡』は2010年内にPSPでリリース!!” (2010年4月23日). 2010年5月30日閲覧。
  - “『零の軌跡』に出演できる!? キャンペーンが今日からスタート” (2010年4月26日). 2010年5月30日閲覧。
  - “『イースvs.空の軌跡』に『英雄伝説 零の軌跡』から2人が参戦!!” (2010年6月3日). 2010年6月3日閲覧。
  - “ファルコム『軌跡』シリーズの最新作は『英雄伝説 碧の軌跡』!! 予告映像を配信中” (2010年3月24日). 2011年3月28日閲覧。
- Impress Watch『GAME Watch』
  - “日本ファルコム、PSP「英雄伝説 零の軌跡」2010年発売決定。「空の軌跡」の続編がついに姿を現わす” (2010年4月23日). 2010年5月30日閲覧。
  - “日本ファルコム、PSP「英雄伝説 零の軌跡」ゲームへの出演権が当たるキャンペーンを実施” (2010年4月26日). 2010年5月30日閲覧。
- PlayStation® Awards 2010
  - “PlayStation® Awards 2010 開催レポート” (2010年12月3日). 2010年12月10日閲覧。
  - “日本ファルコム、PSP「英雄伝説 碧の軌跡」「軌跡シリーズ」最新作を9月29日に発売!” (2010年3月24日). 2011年3月28日閲覧。